# Nacaduba asakusa
Nacaduba asakusa är en fjärilsart som beskrevs av Hans Fruhstorfer 1916. Nacaduba asakusa ingår i släktet Nacaduba och familjen juvelvingar. Inga underarter finns listade i Catalogue of Life.